# Igreja de São Martinho (Bremen)

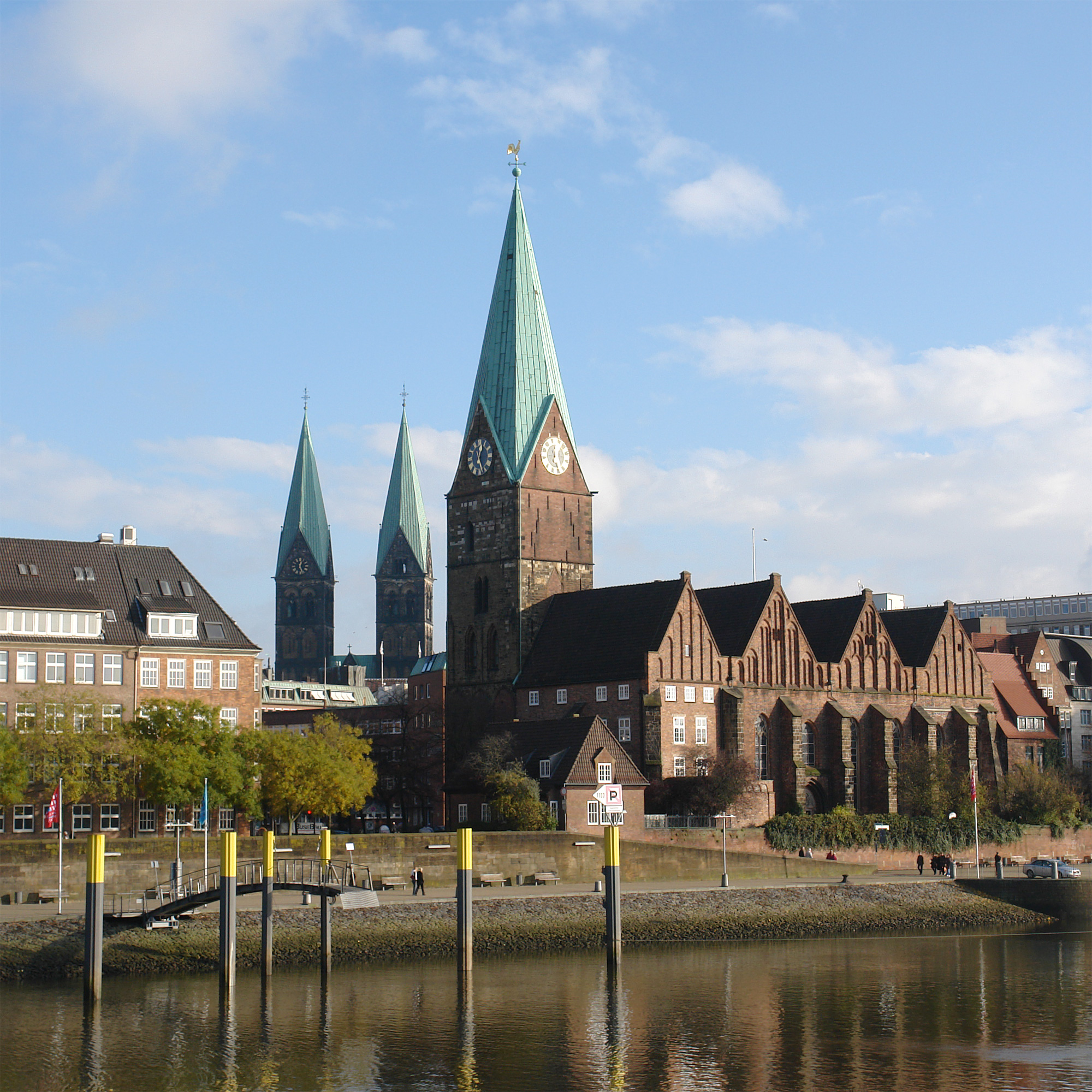
A igreja, com a Catedral de São Pedro ao fundo

A Igreja de São Martinho (em alemão: St. Martini) é uma igreja protestante luterana na cidade velha de Bremen. Está localizada perto do rio Weser e é uma das igrejas mais antigas da cidade.
A igreja foi fundada em 1229.